# Лики (лунный кратер)
Кратер Лики (лат. Leakey) — небольшой ударный кратер в восточной экваториальной области видимой стороны Луны. Название присвоено в честь британского антрополога и археолога Луиса Лики (1903—1972) и утверждено Международным астрономическим союзом в 1976 г.

## Описание кратера
Ближайшими соседями кратера являются кратер Цензорин на западе-северо-западе; маленький кратер Мензел на севере; кратер Лаббок на востоке; кратер Гутенберг на юго-востоке и кратеры Исидор и Капелла на юго-западе. На западе от кратера расположен Залив Суровости; на севере Море Спокойствия; на востоке Море Изобилия; на юге борозды Гутенберга и далее на юге Море Нектара. Селенографические координаты центра кратера 3°11′ ю. ш. 37°28′ в. д. / 3,19° ю. ш. 37,46° в. д., диаметр 12,5 км, глубина 1800 м.
Кратер Лики имеет циркулярную чашеобразную форму и практически не разрушен. Вал с четко очерченной кромкой и гладким внутренним склоном, у подножия внутреннего склона находится кольцо пород с низким альбедо, таким образом возможно что кратер является концентрическим. Высота вала над окружающей местностью достигает 450 м, объем кратера составляет приблизительно 70 км³.  Дно чаши ровное, без приметных структур.
До получения собственного наименования в 1976 г. кратер имел обозначение Цензорин F (в системе обозначений так называемых сателлитных кратеров, расположенных в окрестностях кратера, имеющего собственное наименование).

## Сателлитные кратеры
Отсутствуют.

## См.также
- Список кратеров на Луне
- Лунный кратер
- Морфологический каталог кратеров Луны
- Планетная номенклатура
- Селенография
- Минералогия Луны
- Геология Луны
- Поздняя тяжёлая бомбардировка